# Vejalpur
Vejalpur è una suddivisione dell'India, classificata come municipality, di 113.304 abitanti, situata nel distretto di Ahmedabad, nello stato federato del Gujarat. In base al numero di abitanti la città rientra nella classe I (da 100.000 persone in su).

## Geografia fisica
La città è situata a 22° 40' 60 N e 73° 34' 0 E e ha un'altitudine di 132 m s.l.m..

## Società

### Evoluzione demografica
Al censimento del 2001 la popolazione di Vejalpur assommava a 113.304 persone, delle quali 58.828 maschi e 54.476 femmine. I bambini di età inferiore o uguale ai sei anni assommavano a 11.901, dei quali 6.444 maschi e 5.457 femmine. Infine, coloro che erano in grado di saper almeno leggere e scrivere erano 91.063, dei quali 49.336 maschi e 41.727 femmine.